# 元基俊
元基俊（韓語：원기준，1974年2月12日—），韓國男演員，1994年SBS公開選拔藝員4期。

## 演出作品

### 電視劇
- 1995年：SBS《神秘的鏡子》
- 1999年：MBC《知道別人的速度》
- 2000年：SBS《火焰》
- 2001年：SBS《總是掛念》
- 2005年：SBS《珍珠耳環》飾演 姜賢重
- 2006年：MBC《朱蒙》飾演 英蒲
- 2007年：MBC《富錢資錢》
- 2008年：SBS《食客》飾演 孔民宇
- 2009年：MBC《不能停止》飾演 李秉洙
- 2010年：SBS《濟眾院》飾演 鄭浦喬
- 2010年：SBS《咖啡情緣》飾演 追求徐恩英的人
- 2010年：tvN《豐年公寓》飾演 總和尹瑞勉打網球的牙醫
- 2011年：MBC《一閃一閃亮晶晶》飾演 泰蘭的初戀
- 2011年：KBS《甜蜜的心跳》飾演 具昌浩
- 2012年：SBS Plus《Oh My God x2》
- 2013年：MBC《龜巖許浚》飾演 許石
- 2014年：MBC《全都是泡菜》飾演 林東俊
- 2016年：KBS《Beautiful Mind》飾演 廉堅浩
- 2018年：OCN《那個男人 吳秀》飾演 吳秀的父親
- 2018年：SBS《江南醜聞》飾演 方允泰
- 2020年：MBC《我的燦爛人生》飾演 奇車班

### 電影
- 1999年：《直到我們再次見面》
- 2010年：《尋找完美先生》
- 2013年：《線控木偶》

### 音樂劇
- 2006年：《大長今》

### 綜藝節目
- 2015年：MBC《神秘音樂秀：蒙面歌王》春節特輯

## 廣告代言
- 2007年：三陽拉麵美味的食物

## 獲獎
- 2006年：MBC第22屆MBC演技大賞 - 男子新人獎
- 2008年：第16獎大韓民國戲劇最佳電視娛樂獎

## 外部連結
- NAVER （页面存档备份，存于）